# Grupo de Escuelas Centrales
Se denomina Grupo de Escuelas Centrales ('Groupe des Écoles centrales') al grupo formado por las siguientes Escuelas Públicas de Ingeniería (Grandes Escuelas) de Francia, y que comparten una historia común de antecedentes y aplicar una pedagogía específica plan de estudios para los estudiantes.
Cifras:
- 5 campus:
  - CentraleSupélec
  - École centrale de Lille
  - École Centrale de Lyon
  - École centrale de Marseille
  - École centrale de Nantes
- Estudiantes de posgrado de ingeniería (Master): 6000
- Estudiantes de doctorado: 800
- Profesores: 700
- Profesores asociados: 2200
- Personal de Administración y Servicios: 450

## Antecedentes históricos

### Contexto histórico: Concepto de la escuela de formación de ingenieros para la industria
La revolución industrial se inició en el Reino Unido. Se ha propagado a la Europa continental en el siglo XIX.
Una necesidad para la formación de ingenieros ha requerido la creación de nuevas instituciones académicas para satisfacer las crecientes necesidades de la incipiente industria. Anteriormente, las universidades se centró en el derecho, humanidades, la ciencia y la medicina; raras formación técnica (ingeniería civil, ingeniería naval) están reservados para las necesidades de la administración pública y fuerzas armada.
Una característica de la revolución industrial es que da lugar a nuevas necesidades de formación para la industria privada.
En países en Europa continental como Francia, donde la tradicional universidad no ha reformado suficientemente para enseñar la tecnología, los institutos tecnológicos se han establecido.
Una forma de desarrollo educativo la formación de los ingenieros universitarios es la Ecole Centrale, fundada en 1829. Este modelo de instituto tecnológico para la industria también ha sido adoptado en países vecinos de Francia, en Europa continental.

### Formación original centralienne de Francia
École centrale forma principalmente ingenieros generalistas de muy alto nivel, destinados principalmente para el empleo en las empresas.
La formación Centralienne corresponde a un curso de ingeniería en general: tenemos que participar todas las principales disciplinas científicas y técnicas, sino también de gestión, ciencias sociales, humanidades e internacional. La formación centralienne se opone a una especialización que empujado demasiado rápidamente se vuelven obsoletas, se centra en los tecnológicos fundamentales e ingeniería de sistemas.
Centralien Antiguos alumnos:
- Georges François Reuter (1842), naturalista
- Gustave Eiffel (1855), ingeniero y arquitecto, diseñador de la Torre Eiffel en París
- William Le Baron Jenney (1856), arquitecto del primer rascacielos de Chicago
- Georges Leclanché (1860), inventor de la pila Leclanché
- André Michelin (1877), fundador de Michelin
- Antonin Daum (1891), Maestro cristalero
- Louis Blériot (1895), pionero de la aviación, primer aviador que cruzó el Canal de la Mancha
- René Lorin (1897), ingeniero aeronáutico
- Armand Peugeot (1895), fundador de la marca de automóviles Peugeot (Peugeot PSA)
- Pierre-Georges Latécoère (1906), pionero de la aviación, fundador de l'Aéropostale (empresa fundadora de Air France)
- Paul-Émile Victor (1927), Antártida explorer
- Jean Fourastié (1933), economista
- Francis Bouygues (1947), fundador de Bouygues
- Cyril Collard (1979), director de cine
- Pierre Chappaz (1982), pionero de la internet web.

### Ampliación de la École centrale concepto en la Europa continental en el siglo XIX
La historia de la creación de Écoles centrales en varias ciudades de Francia y la difusión del modelo centralien en los países vecinos (Bélgica, España, Suiza) los resultados de la revolución industrial en Europa continental.
- 1829: Creación de l'École centrale des arts et manufactures (Francia);[2]
- 1836: Creación de l'École des mines du Hainaut (Bélgica) ,[3] el modelo de la École centrale;[2]
- 1850: Creación del Real Instituto Industrial de real decreto español ,[4] inspirado en la École centrale[5][2]
- 1853: Creación del École spéciale de Lausanne[6] (Suiza), inspirada en el modelo de la École centrale[2]
- 1854: Creación de l'École des arts industriels et des mines de Lille (École centrale de Lille- Francia), el modelo de la École centrale
- 1857: Creación de la École centrale lyonnaise pour l'Industrie et le Commerce (École centrale de Lyon - Francia), el modelo de la École centrale.
- 1891: Creación de la École d'ingénieurs de Marseille (École centrale de Marseille), el modelo de la École centrale.

Esta comunidad de destino europeo se perpetúa a través de la red académica TIME de movilidad académica de los estudiantes y profesores universitarios.

### Generalización de educación superior tecnológica en el siglo XX en Europa
El auge industrial en Europa ha requerido la organización de la investigación y la homogeneización de la educación en Europa en el siglo XX, y movilidad académica de los estudiantes y profesores universitarios dentro de los Estados miembros de la Unión Europea. Écoles centrales luego de una red tejida de la construcción europea y los asociados internacionales para promover su modelo educativo.

### Tècnica Superior d'Enginyeria inspirada en el modelo de la École centrale

#### En Bélgica
- 1836 Creación de École des mines du Hainaut (Faculté polytechnique de Mons)

#### En España
- 4 de septiembre de 1850: Creación del Escuela Central del llamado Real Instituto Industrial (UPM-ETSII Madrid); "El Real Instituto Industrial de Madrid fue creado en 1850 con el carácter de escuela industrial superior, sustituyendo al Conservatorio de Artes"; "El centro se fue consolidando paulatinamente; completó pronto su plantilla docente, formada por casi treinta profesores y ayudantes, varios de los cuales se habían formado en Francia y Bélgica".[8]
- 1850 Creación del Escola Tècnica Superior d'Enginyeria Industrial de Barcelona - ETSEIB - UPC;
- 1851 Creación de Escola Tècnica Superior d'Enginyeria del Disseny de València - UPV.

#### En Suiza
- 1853 Creación de École spéciale de Lausanne (Escuela Politécnica Federal de Lausana)

#### En China
- 2005 Creación de École centrale de Pékin (Universidad Beihang - Pekín)